# Asahi Maru
Asahi Maru (旭日丸) là một trong các tàu buồm kiểu phương Tây đầu tiên của Nhật Bản sau thời gian bế quan tỏa cảng. Nó được Mạc phủ Tokugawa đặt mua từ lãnh địa Mito, công việc xây dựng tàu bắt đầu vào năm 1854, và được hoàn thành vào năm 1856.
Con tàu dài 42,3 mét (139 ft), rộng 9,1 mét (30 ft), độ mớn nước là 7,2 mét (24 ft). Con tàu nặng 750 tấn.